# Heidi Westphal
Heidi Westphal (* 5. Juli 1959 in Gnoien) ist eine ehemalige Ruderin aus der Deutschen Demokratischen Republik. 1980 gewann sie die olympische Silbermedaille im Doppelzweier.
Heidi Westphal siegte 1975 bei der Spartakiade. Beim SC DHfK Leipzig bildete sie 1978 zusammen mit der nahezu gleich alten Cornelia Linse einen neuen Doppelzweier und belegte bei der DDR-Meisterschaft den fünften Platz. Im Jahr darauf gewannen die beiden die DDR-Meisterschaft und anschließend auch den Titel bei der Weltmeisterschaft in Bled. Bei den Olympischen Spielen 1980 in Moskau siegten die beiden Ruderinnen aus der UdSSR Jelena Chlopzewa und Larissa Popowa, etwas über eine Sekunde dahinter ruderten Westphal und Linse zur Silbermedaille. 1981 wechselten Linse und Westphal in den Doppelvierer. Westphal wurde 1981 und 1982 jeweils Vizeweltmeisterin hinter dem sowjetischen Doppelvierer mit Chlopzewa und Popowa.
Heidi Westphal war Wirtschaftskauffrau und arbeitete in Leipzig beim Messeamt. Nach der Wende war sie bei der Messe-Gesellschaft. 1980 wurde sie mit dem Vaterländischen Verdienstorden in Bronze ausgezeichnet.